# Petrosedum rupestre
Petrosedum rupestre är en fetbladsväxtart. Petrosedum rupestre ingår i släktet Petrosedum och familjen fetbladsväxter.

## Underarter
Arten delas in i följande underarter:
- P. r. erectum
- P. r. rupestre